# Paulita Pappel

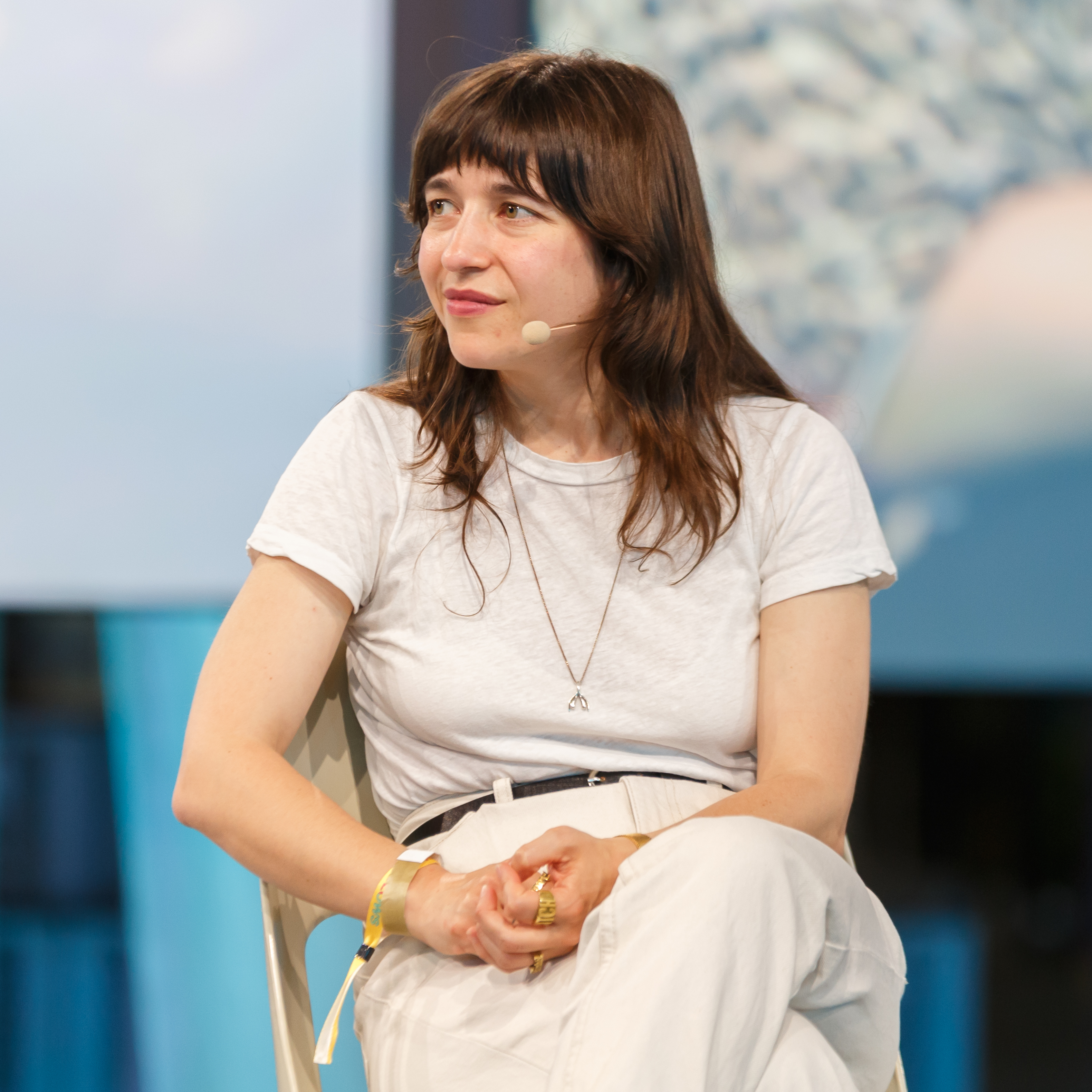
Paulita Pappel (2022)

Paulita Pappel (* 13. Dezember 1987 in Madrid als Paula Alamillo Rodriguez) ist eine spanische Pornofilm-Produzentin, -Regisseurin und -Darstellerin. Sie ist Mitgründerin der Amateur-Pornoseite Lustery sowie der Pornoproduktionsfirma Hardwerk, mit der sie Hardcore-Pornografie realisiert. Sie arbeitet für das Pornfilmfestival Berlin und ist unter ihrem bürgerlichen Namen außerdem als Intimitätskoordinatorin für Filmproduktionen tätig.

## Leben

### Jugend und Studium
Ihre Eltern erzogen sie ihren Angaben nach feministisch und sie war schon in jungen Jahren fasziniert von Pornografie. Sie entwickelte den Wunsch als Pornodarstellerin zu arbeiten und verließ Spanien. Im Jahre 2005, direkt nach ihrem Schulabschluss, zog Pappel nach Berlin, wo sie im besetzten Haus in der Liebigstraße 34 lebte. Sie studierte am Institut für Allgemeine und Vergleichende Literaturwissenschaft der FU Berlin und schloss das Studium 2013 mit einem Bachelor of Arts ab. Bereits während ihres Studiums und diversen Nebenjobs in Berliner Kneipen etablierte sie sich in der sexpositiven queerfeministischen Szene.
Pappel lebt in Berlin.

### Werdegang
Während ihres Studiums begann Paulita Pappel, sich aktiv für queerfeministische Rechte einzusetzen. Aufgrund ihrer Überzeugungen lehnte sie sich gegen gesellschaftliche Tabus und Stigmen in Bezug auf Sexualität auf. Pappel vertritt die Position, dass Pornografie das Potential hat, eigene Sexualitäten zurückzugewinnen und Sichtbarkeit für diverse Körper, Sexualitäten und Begehren zu schaffen.
Pappel spielte in einer Reihe von queerfeministischen Pornofilmen mit, unter anderem Share (2010) von Marit Östberg und Mommy Is Coming (2012) von Cheryl Dunye. Bei Abbywinters trat sie unter dem Pseudonym Lulu mit lesbischen Szenen auf. Darüber hinaus spielte sie in einigen Filmen der schwedischen Pornoproduzentin Erika Lust mit. Pappel wurde auch als Produzentin und Regisseurin tätig und begründete die kostenpflichtige Amateur-Pornoseite Lustery mit, für die sie alle Videos produziert, sowie die Hardcore-Pornoproduktionsfirma Hardwerk. Weiterhin ist sie für das Pornfilmfestival Berlin als Mitorganisatorin und Kuratorin tätig.
Im Jahr 2022 produzierte Pappel mit FFMM straight / queer doggy BJ ORAL orgasm squirting ROYALE (gebührenfinanziert) den ersten öffentlich-rechtlichen, gebührenfinanzierten Porno, der in der Sendung ZDF Magazin Royale mit Jan Böhmermann angekündigt wurde. Unter ihrem bürgerlichen Namen Paula Alamillo Rodriguez arbeitet sie als Intimitätskoordinatorin für Filmproduktionen, etwa die Serie Luden (2023).

#### Lustery
Lustery.com wurde 2016 gegründet und ist eine kostenpflichtige Plattform, auf der Paare eigene Filmaufnahmen ihrer Sexualität hochladen können. Lustery führt außerdem einen frei zugänglichen Blog namens POV, in dem man sich über inhaltsverwandte Themen informieren kann und die Paare vorgestellt werden.

#### Hardwerk
Paulita Pappel und Rod Wyler gründeten 2020 die kostenpflichtige Plattform hardwerk.com. Damit wollten Pappel und Wyler die stereotypische Annahme anfechten, dass Pornografie für Frauen immer nur soft oder romantisch sein müsse. Pappel vertritt die These, dass solche existierenden Klischees vorhandene Machtverhältnisse im Bereich der (weiblichen) Sexualität bekräftigen. Da es ihrer Meinung nach bisher kaum feministisches Hardcore-Material gibt, entschied sie sich, eine Reihe von Gang-Bang-Filmen zu drehen.

## Filmografie (Auswahl)

### Schauspielerin
- 2010: Share (Reg. Marit Östberg)
- 2012: Hasenhimmel (Reg. Oliver Rihs)
- 2012: Mommy Is Coming (Reg. Cheryl Dunye)
- 2014: XConfessions Vol. 3[21] (Reg. Erika Lust)
- 2016: XConfessions Vol. 6 (Reg. Erika Lust)
- 2018: XConfessions Vol. 12 (Reg. Poppy Sanchez)
- 2019: The Intern – A Summer of Lust (Reg. Erika Lust)

### Regisseurin / Produzentin
- 2016: Female Ejaculation[22]
- 2016: Birthday Surprise
- 2016: The Tinder Sex Experiment
- 2022: FFMM straight / queer doggy BJ ORAL orgasm squirting ROYALE (gebührenfinanziert)[14]

## Publikationen
- 2023: Pornopositiv: Was Pornografie mit Feminismus, Selbstbestimmung und gutem Sex zu tun hat. Ullstein, Berlin 2023, ISBN 978-3-86493-236-6.[23]

## Auszeichnungen
- 2020: Nominiert für den AVN Award in der Kategorie Best Foreign-Shot Boy/Girl Sex Scene für den Film Masquerade of Madness (Lustery.com; Luna & James)
- 2022: Venus Award für die „Herausragendste Produktion 2022“ (FFMM straight / queer doggy BJ ORAL orgasm squirting ROYALE (gebührenfinanziert))